# Bélaya (Kursk)
Bélaya (ruso: Бе́лая) es un asentamiento rural (selsovet) y slobodá de Rusia, capital del raión homónimo en la óblast de Kursk.
En 2021, el término municipal del selsovet tenía una población de 2885 habitantes, de los que unos dos mil quinientos vivían en la propia slobodá de Bélaya y el resto repartidos en cinco pedanías: las aldeas (derevni) de Ganzhovka, Loshakovka y Sindeyevka y los jutorá de Penski y Podol. Hasta 2010, parte del territorio formaba un selsovet separado con el nombre de "Oktiabrski"; aunque dicho territorio ya no tiene ayuntamiento propio a efectos de autogobierno local (descentralización), a efectos de organización administrativa de los órganos federales y de la óblast (desconcentración administrativa) siguen considerándose dos selsovety separados.
Se ubica junto a la orilla meridional del río Psiol, unos 80 km al suroeste de la capital regional Kursk. Junto con Máloye Soldátskoye, Korochka y Peschánoye, forma una conurbación de más de cinco mil habitantes.

## Historia
La localidad fue fundada en 1664 como una slobodá de cosacos. Los primeros cosacos que se establecieron aquí eran conocidos como "blancos" (belymi, белыми, en ruso), de lo que deriva el topónimo del lugar. En el Imperio ruso perteneció al uyezd de Sudzha de la gobernación de Kursk. La Unión Soviética le dio el estatus de capital distrital en 1928, cuando se definieron los raiones de la óblast de Chernozem Central.